# Entitatività
L'entitatività è il termine con cui in psicologia sociale si intende la consapevolezza cognitiva di essere di fronte ad un aggregato umano definibile come "gruppo", che cioè possiede le caratteristiche salienti per essere definito come tale (relazione tra i membri, destino o obiettivo comune, consapevolezza dell'appartenenza e riconoscimento esterno, desiderio di farne parte). L'entitatività di un agglomerato di persone lo fa percepire e riconoscere quindi come insieme organizzato di esseri umani, portatore di senso proprio in quanto gruppo.
Donald T. Campbell  ha coniato il termine per spiegare perché alcuni gruppi sono considerati veri gruppi, mentre altri sono considerati semplici aggregati di individui. Ha suggerito che le persone si affidano a determinati segnali percettivi mentre determinano intuitivamente quali aggregazioni di individui sono gruppi e quali no (ad esempio, gli spettatori in una partita di calcio possono sembrare una raccolta disorganizzata di persone, ma quando gridano gli stessi cori o esprimono simili emozioni, questo dà loro l'entitatività) . Inoltre, Campbell ha descritto tre segnali che gli individui possono usare per formulare giudizi sull'entitatività: destino comune (la misura in cui gli individui nell'aggregato sembrano sperimentare obiettivi comuni), somiglianza (la misura in cui gli individui mostrano gli stessi comportamenti o si assomigliano) e vicinanza (la distanza tra gli individui nell'aggregato).
L'entitatività è più alta per i gruppi di intimità, come la famiglia, più bassa per i gruppi di lavoro o di attività, inferiore per le categorie sociali (ad esempio, persone della stessa religione) e ancora inferiore per i gruppi transitori, come le persone che aspettano alla stessa fermata dell'autobus .